# Gesellschaft Schweiz-Israel
Die Gesellschaft Schweiz-Israel (GSI) ist ein Verein zur Förderung der Freundschaft zwischen der Schweiz und Israel. Sie führt Vorträge und Podiumsdiskussionen durch, organisiert Studienreisen sowie Kundgebungen und Hilfsaktionen zu Gunsten Israels. Auch an Staatsbesuchen war sie bereits vermittelnd beteiligt.
Die Gesellschaft Schweiz-Israel hat elf regionale Sektionen. Das Zentralsekretariat der Organisation befindet sich in Zürich.
Die Gesellschaft pflegt auch den Kontakt zur Deutsch-Israelischen Gesellschaft und weiteren europäischen Gesellschaften.

## Geschichte
1955 wollten Norbert Weldler von der Schweizer Vereinigung Pro Zion und Benjamin Sagalowitz, Leiter der Pressestelle des Schweizerischen Israelitischen Gemeindebundes (JUNA), einen Verein mit dem Namen «Gesellschaft Schweiz-Israel» gründen. Die Gründung kam jedoch erst nach der Suezkrise von 1956 unter Antrieb von Oberrichter und Zürcher SP-Kantonsrat Max Gurny zustande. 1957 konstituierte sich in Genf die Association Suisse-Israel groupe local à Genève mit Gerhart M. Riegner, «dem Leiter des Genfer Büros des World Jewish Congress (WJC), der auch für die Zürcher Gruppe Kontakte zu namhaften Persönlichkeiten herstellte».
In die Vorbereitungsarbeiten war auch Yeschajahu Avidad involviert; die eigentliche Gründungsversammlung der Gesellschaft fand am 15. Dezember 1957 in Zürich statt. Während der Historiker Jean Rudolf von Salis die Wichtigkeit der Gesellschaft in den diplomatischen Umständen des Kalten Krieges sah, galt es für Erich Bickel, Mitinitiant der 1946 gegründeten Christlich–Jüdischen Arbeitsgemeinschaft (CJA), mittels der Gesellschaft einen wachsenden Antisemitismus zu dämmen. Beide hoben die gegenseitigen Interessen der Kleinstaaten Schweiz und Israel hervor. Weitere Beteiligte an der Gründung waren der Flüchtlingspfarrer Paul Vogt sowie der Präsident des Schweizerischen Zionistenverbandes Jacob Zucker. Erster Präsident der Gesellschaft wurde Hans H. Staub, Direktor des Physikalischen Instituts der Universität Zürich; Alfred Picot und Max Gurny wurden Vizepräsidenten. Der Staatsschutz ergriff mit Blick auf die Tätigkeiten der Gesellschaft «Beobachtungs- und Überwachungsmassnahmen».
In den 1960er Jahren entstanden neue Sektionen; unter Albert Mossdorf bildete sich 1967 eine autonome Zürcher Sektion, der der Zürcher Stadtrat Hans Frick von 1979 bis 1996 vorstand. Auf Grund des Einflusses der Gesellschaft Schweiz-Israel erreichte ihr damaliger Präsident Pierre Aubert (1970–1978 im Amt) 1975 eine Kürzung der vom Bundesrat beantragten Subventionen an die UNESCO, nachdem diese Israel kritisiert hatte. 1977 entstand ein Koordinationskomitee (KoKo), dem neben der Gesellschaft «auch der Schweizerische Israelitische Gemeindebund, Keren Hajessod (Vereinigte Israel-Aktion) sowie die Christlich-Jüdische Arbeitsgemeinschaft angehörten». Mit dem Ende des Kalten Krieges und der Nazigoldaffäre geriet die Gesellschaft kurzzeitig in eine Krise. 2006 wurde die Sektion Ostschweiz der Gesellschaft gegründet. 2009 wurde ihre israelische Schwesterorganisation Gesellschaft Israel-Schweiz in Netanja gegründet.

## Publikationen
- Dialog, Verständnis, Freundschaft – 50 Jahre Gesellschaft Schweiz-Israel. Chronos, Zürich 2007, ISBN 978-3-0340-0884-6.